# Freiburški minster
Freiburški minster (nemško Freiburger Münster) ali cerkev Naše ljube gospe (Münster Unserer Lieben Frau) je rimskokatoliška župnijska cerkev v Freiburgu v Breisgauu. Zgrajena je bila v romanskem in večinoma gotskem slogu. Gradili so jo od okoli leta 1200 do uradno leta 1513. Od leta 1827 je Freiburg sedež nadškofije (nadškofija Freiburg) in cerkev je zdaj uradno "münster". Cerkvena skupnost pripada dušnemu pastirstvu v Freiburgu v freiburški dekaniji.
Znani švicarski umetnostni zgodovinar Jacob Burckhardt je leta 1869 opozoril na 116 metrov visok stolp, ki bo v primerjavi s stolpom  v Baslu in Strasbourgu verjetno ostal najlepši stolp na svetu.  Zelo pogosto se sliši, da je »najlepši stolp krščanstva«. Umetnostni zgodovinarji iz sveta hvalijo Marijino stolnico v Freiburgu kot arhitekturno mojstrovino gotike.

## Zgodovina

### Zgodovina gradnje
Prva cerkev v Freiburgu je bila Konradova cerkev, imenovana po ustanovitelju mesta Konradu I. Zähringenskem. Je iz začetka gradnje mesta okoli 1120–1140. Ostali so le temelji.
Bertold V. (umrl 1218) je želel ustrezno grobnico in jo hkrati zamenjati, saj je postala stara cerkev premajhna za vse več prebivalcev mesta in župnije. Gradnja nove cerkve se je začela okoli leta 1200 v poznem romanskem slogu po zgledu baselske. Ohranili so se le transept in kleti stranskih stolpov  (Hahntürme), ki so bili povečani med gotsko gradnjo z luknjičastimi fialami.
Od približno 1230 se je gradnja nato nadaljevala v novem slogu francoske gotske arhitekture z glavno ladjo in stolpom. Končan je bil okoli 1330 in je imel najzgodnejše gotsko krogovičje. Nato je mestni svet odločil, da zamenja poznoromanski kor z novim z velikimi kapelami. Za izvedbo je prosil Johanna von Gmünda. O prelomni slovesnosti ob položitvi temeljnega kamna 24. marca 1354 govori napis na severnem portalu , vendar se je gradnja resno začela okoli 1375–1380 in končala do 1471. Delo je slabo napredovalo, tako da se je mestni svet 1475 pritožil . Do leta 1510 (datum v kornem oboku) je bil obok novega kora zaprt: Ludwigck Horneck iz Hornberga je položil zadnji kamen v obok in bil pohvalljen.   Nov kor je 5. decembra 1513 posvetil pomožni škof iz Konstance[6], čeprav ga je ob obisku parlamenta v Freiburgu leta 1498 posvetil že škof Hugo iz Konstance v prisotnosti kralja Maksimilijana I.  Kralj je za kor podaril obarvana stekla.  Kapele okrog kora so bile končane leta 1536, to je leto konca gradnje. Pozneje so bile občasno dodane razne dopolnitve, na primer v 16. stoletju je bila na južni fasadi romanskega transepta dodana renesančna veranda, v 19. in 20. stoletju pa so bile dodane potrebne statične podpore opornikov v prezbiteriju. 
Medtem ko je zgradba iz latinskega dokumenta z dne 27. maja 1298 imenovana župnijska cerkev (Ecclesia parochialis), se zdi, da je bil izraz münster prvič uporabljen 24. decembra 1356 v listini pfalške grofice Klare iz Tübingena, hčere 9. novembra 1356 umrlega grofa Friedricha Freiburškega: zuo Friburg in dem münster. Zato so ime uporabili tudi za gotsko nadgradnjo.
Cerkev ni bila uničena v drugi svetovni vojni, čeprav so bile okoliške stavbe v bombnem napadu 27. novembra 1944 porušene.  Poškodovana je bila samo streha. S pomočjo štaba berlinske vojske, kustosa v Baslu in mladih münstrske župnije jim jo je še pred zimo 1945/46 uspelo v celoti ponovno zapreti.  Steklena okna so izvirna, saj so jih pred bombardiranjem odstranili in shranili.

### Pravni položaj
Po pravnem položaju je cerkev posebnost, saj že od samega začetka ni pripadala Cerkvi.
Vojvoda Zähringenski je začel gradnjo današnje cerkve leta 1200. Kot njen pokrovitelj in zavetnik je financiral tudi večino del. Od sredine 13. stoletja so meščani prevzeli odgovornost za gradnjo in skrbeli zanjo. Leta 1295 se je prvič pokazalo, da je potreben gradbeni sklad. Pri "fabrici ecclesii" (Münsterfabrick) je bilo prvič leta 1314 zapisano: "Ta pravna ustanova vključuje zgradbo münstra in je odločena svoj sklad ohraniti." "Fabrica ecclesiae" je bila podrejena mestnemu svetu, ki se je imenoval münsterpfleger (skrbnik), pravna oseba, določena za novogradnjo, obnove in popravila.
Leta 1464 se je župnija vključila v univerzo, ki so jo leta 1457 ustanovili Habsburžani, kar pa ni pomenilo, da je bilo premoženje sklada tudi vključeno, ostal je neodvisen in stalno odgovoren za gradnjo.
Ko je mesto Freiburg leta 1805 pripadlo velikemu badenskemu vojvodstvu, je nastal nov pravni položaj in celotno cerkveno premoženje je pripadlo državni upravi. Leta 1813 je bilo pokroviteljstvo univerze ukinjeno.
Po ustanovitvi rimskokatoliške nadškofije v Freiburgu leta 1821/27 in ko je cerkev postala minster nadškofa Freiburga, je spet nastal nov pravni položaj. Poleg sklada Münsterfabrick je obstajal še sklad Domfabrik, ki je bil v prvi vrsti odgovoren za delovanje minstra. Odgovornosti so bile natančno razdeljene, sklada sta imela različen položaj.
Lastništvo je bilo dokončno urejeno leta 1901 v sporazumu med mestom Freiburg, nadškofijskim ordinariatom in katoliškim zaupnikom župnije. Minster zato spada k skladu Münsterfabrick sklad, ki je odgovoren za gradnjo. Mesto ima nekatere pravice, na primer do uporabe stolpa (zvonjenje zvonov za novo leto itd.) in na okoliškem trgu.
Društvo za minster je bilo ustanovljeno leta 1890 zaradi obnove, gradbeno podjetje je odgovorno za vzdrževanje zunanjosti katedrale. Lastnine na stavbah nima. Za notranjost, preddverje, zvonove in orgle sta odgovorna sklada. Ta delitev dela je bila uvedena leta 1891 s sklepom nadškofijskega ordinariata in velja še danes.

## Arhitektura

### Glavna ladja
Cerkev so začeli graditi leta 1200 v poznoromanskem slogu. Najstarejši ohranjeni deli iz tega obdobja gradnje so v vzhodnem delu cerkve. Prvotni načrti, predvideni za romansko cerkev, so imeli tri ladje, transept in poligonalni kor. Ponovno so načrtovali ladjo okoli 1220–1230, ko je v Gornjem Porenju slog pozne romanike prehajal v zgodnjo gotiko. Gradnja stolnice v Strasbourgu je postavila nove standarde. 
Ladja ima značilno strukturo za visoko gotiko: srednje obočne pole so enake stranskim. Gručasti stebri imajo vlogo dodatnih stebrov.
Umetniška zasnova vzhodnega oboka je skromna, kar ni bila napaka pri oblikovanju in strukturi zaradi nepoznavanja nove arhitekture. Zgodovina gradnje, to je vzhodni obok, pomeni preobrat v regiji med poznoromanskim in gotskim slogom.
Že stoječa vzhodna oboka sta bila obnovljena v 30-ih letih 13. stoletja. S povečanjem opornikov in uporabo zunanjih opornikov, ki so bili dodani na streho in priključeni na svetlobno nadstropje ladje, je bila statika bistveno izboljšana. Mojster, ki je končal gradnjo vzhodnih obokov, je tudi končal načrtovanje zahodnega dela ladje in veličastnega gotskega zahodnega stolpa.
Nato so gradili štiri zahodne oboke ladje, ki so povezani z deli na vzhodu, označeni s fino zapleteno konfiguracijo. Značilne so drobne podrobnosti v oblikah, zlasti v okenskem krogovičju, ter jasna struktura sestavnih delov, kot so "talni zidec, baze, kapiteli". Zlasti je pomemben južni portal, katerega zasnova temelji na slepih arkadah na notranji zahodni steni hodnikov.
Ladjo so poslikali v srednjem veku. Ko so jo predelovali v baročnem slogu leta 1792, so jo prekrili s sivo barvo, v 19. stoletju pa so bile te poslikave skoraj povsem uničene. Nekateri delci srednjeveškega slikarstva so še vedno prepoznavni. Leta 1955 so na vzhodni steni stranske ladje odkrili svetega Martina iz 15. stoletja in ga konzervirali. Zdaj ga hranijo v cerkvi svetega Martina. 
- Fasada ladje, detajl z bruhalniki
- Sprememba v slogu med gradnjo je zahtevala povečanje višine romanske nosilne konstrukcije zaradi obokov gotske ladje
- Primerjava krogovičja v prvem in drugem loku okna gotske ladje od konstrukcije transepta v romanskem slogu

### Zvonik
Opazen stolp je po mnenju švicarskega umetnostnega zgodovinarja Jacoba Burckhardta "najlepši stolp na svetu". Visok je 116 metrov in ima razgledno ploščad na višini 70 m. Med gradnjo okoli leta 1330 je bila cerkev več kot stoletje najvišja cerkvena stavba in s tem tudi najvišja zgradba na svetu v tistem času. 123 metrov visok osrednji stolp stolnice v Salisburyju je bil končan skoraj istočasno okoli 1333, leta 1350 pa sta bila zgrajena skoraj 125 m visoka stolpa na fasadi Marijine cerkve v Lübecku.
"In tako je Ervinus iz Steinbacha tega leta cerkev v Strasbourgu končal, potem tudi na tej (tj. v Thannu), pa tudi v Freiburgu." 
Do zdaj so dvomili o resničnosti zapisa frančiškanskega meniha Malachiasa Tschamserja v njegovi Kroniki iz Thanna (Chronic von Thann) (1724) za leto 1275. Domnevali so, da je stolp delo dveh arhitektov, katerih imeni sta ostali neznani. Decembra 2009 pa je Ministrstvo za arhitekturno zgodovino na Univerzi v Karlsruheju s celovito primerjavo vseh tradicionalnih risb gotskih načrtov za cerkve v Strasbourgu, Freiburgu, Thannu in Breisachu dokazalo, da je cerkveni mojster, arhitekt Erwin von Steinbach res oblikoval stolp v Freiburgu. 
Ob vznožju stolpa je skoraj kvadratni tloris; stene so masivne in skoraj brez odprtin. Stolp je obdan približno nad prvo tretjino celotne višine z 12-ogelno zvezdno galerijo. Nad galerijo se stolp nadaljuje kot osmerokotnik. Osmerokotni del poteka do tako imenovane laterne, ki je prav tako dostopna. Na tej višini je stolp večkrat razpadel; njegovih osem visoko obokanih oken omogoča jasen pogled navzven. Nad laterno je prav tako osmerokoten, filigransko izdelan in predrt zvonik. Rebrast strop krasijo brstiči. Izrazno bogastvo stolpa arhitekturne odličnosti izražajo igrivi prehodi kvadrata v 12-kotno in osmerokotno obliko zvonika s križno rožo na najvišjem vrhu. Glavni gradbeni material je bil  peščenjak iz Lorettoberga.
To je edini tak gotski zvonik v Nemčiji, ki je bil končan v srednjem veku (okrog 1330) in od takrat je skoraj po čudežu ostal, tudi bombni napad 27. novembra 1944, ki je uničil hiše v neposredni bližini stolpa, mu je prizanesel. Zaradi tresljajev pa je bila stavba močno poškodovana. Verjetno je filigranski zvonik ostal zaradi vgrajenega svinca in železne armature, ki povezuje posamezne dele čelade stolpa.
Ob vznožju stolpa, levo od prvega ločnega portala, so vgravirane srednjeveški mere (dolžina, velikost kruha, mera za žito in druge) iz 13. in 14. stoletja. V napisu so tudi podatki za dva letna sejma v mestu. 
Stolp ima tudi veliko in lepo stolpno uro Jeana-Baptista Schwilguéja iz leta 1851. Še vedno deluje, vendar se kazalec na zunanji veliki skali ne premika in ne zvoni. Stolp je bil tudi kontrolni časomer za Schwilguéja, ki je bil takrat čuvaj.
Umetnostnozgodovinsko je srednjeveški stolp arhitekturno zelo pomemben, saj je bil še posebej v 19. stoletju predloga za različne neogotske ali nove stolpe. V neposredni bližini je zvonik protestantske cerkve svetega Štefana v Mülhausnu (97 m), zgrajen med letoma 1859 do leta 1866. Stolp evangeličanske reformirane cerkve v Varšavi (zgrajena 1866–1880, delo A. A. Loewa) je bil oblikovan tudi po zgledu stolpa v Freiburgu. Po njem so se zgledovali tudi pri gradnji stolpa cerkve svetega Lamberta v Münstru (Westfalija), ki je bil zgrajen leta 1888/89 namesto porušenega starejšega stolpa.
Reinhold Schneider je napisal tudi sonet Stolp freiburškega minstra (Der Turm des Freiburg Münster) in mu postavil literarni spomenik.
- Pogled na luknjičast zvonik
- Stolp ponoči z gradbenim odrom
- Stolpna ura
- Oznake za mere kruha na parapetu
- Posnetek iz zraka 27. novembra 1944, uničenje mesta zaradi bombardiranja

### Kor
Kor z obodnimi kapelami, katerih značilnost je oblika zunanjega videza, je bil razvit s preprosto geometrijsko metodo in je glavno delo iz Parlerjeve družine izhajajočega arhitekta Johanna iz Gmünda. V nasprotju s prejšnjimi mnenji raziskovalcev kora je bil od začetka bazilikalnega preseka in ne načrtovan kot dvoranski kor.  Po dolgi prekinitvi gradnje približno od 1370 do 1471 so nato postavili dele poznogotskih elementov z oboki in loki po načrtih arhitekta Hansa Niesenbergerja in njegovih naslednikov.  Da bi podprl dokončanje kora, je papež Sikst IV. uvedel cerkvene odpustke, kar je povzel v svojem eseju Tractatus de materiis diversis indulgentiarum freiburški profesor teologije Johann Pfeffer leta 1482.
Od leta 2014 kor prenavljajo. Že več desetletij je znano, da je treba neogotske opornike zamenjati, ker so razpadli in je nepovezan kamen nevaren. Deževnica in onesnaževanje (golobji iztrebki) sta razgradila peščenjak. Novi stebri so izdelani iz rdečega peščenjaka iz doline reke Neckar. Obnova bo stala milijone. 

## Notranjost
Najpomembnejši deli sta oltar Hansa Baldunga Griena in oltar Hansa Holbeina mlajšega v eni od kapelic. Glavni oltar, poslikan med 1512 do 1516, je triptih, ki v božičnem času kaže štiri božične slike: oznanjenje, obiskovanje, rojstvo in beg v Egipt. Preostanek leta je mogoče videti slike Marijinega kronanja, obkroženo z dvanajstimi apostoli, vseh šest kril, zloženih v eno, kaže Petra in Pavla, ki stojita na vsakem krilu v ospredju. Na hrbtni strani, ki ga je mogoče videti samo z obiskom venca kapel, je naslikano križanje Kristusa. Hans Baldung je predstavljen z avtoportretom.
Od leta 2003 je v postnem času v koru postna tančica iz leta 1612, ki zakriva osnoven veliki oltar. S 1014 x 1225 cm je največji ohranjen v Evropi. Obnovljen in opremljen je z nosilnim tekstilom. Tehta približno tono.
V koru je kipar Johann Christian Wentzinger med 1743 in 1745 naredil grobnico Franza Christopha von Rodta (1671–1743), habsburškega generala in poveljnika trdnjave Breisach. [31] Med notranjim korom in ambulatorijem so štiri slikovne plošče Zähringerjev, delo Franza Xaverja Antona Hauserja.
Prenova svetišča (oltar, ambon, škofova katedra in korne klopi) umetnika Franza Gutmanna iz Münstertälerja, ki je bila končana decembra 2006, je sporna. Izzvala je nasilne proteste med prebivalstvom in verniki. 10. decembra 2006 je nov oltar predal nadškof Robert Zollitsch.
Od decembra 2009 visi v prezbiteriju najstarejša umetnina v cerkvi, poznoromanski križ (Böcklinkreuz). Narejen je bil leta 1200 iz hrastovega lesa in obdan s srebrnimi ploščami. Visok je 2,63 metra in širok 1,45 metra, bil je v eni od kapelic. Prvotni križ, morda vojvode Bertolda V., je bil kot crux triumphalis nad vojvodovim grobom. 

### Kapele
Ob visokem koru ob kornem obhodu ali ambulatoriju je 11 kapel, ki se imenujejo po družinah darovalkah in so na visoki ravni umetnosti. To so: 
- kapela Konrada Stürtzla s krstilnikom Josepha Hörra in pokrovom s krstno skupino Antona Xaverja Hauserja po Wentzingerjevem modelu (1768), [34],
- univerzitetna kapela s stranskimi krili Hansa Holbeina mlajšega (1521) za baselski kapitelj za oltar,
- Lichtenfelsova-Krozingenova kapela z Marijinim oltarjem (Oznanjenje) iz leta 1615,
- kapela družine Schnewlin z leta 1515 ustvarjenim Schnewlinovim oltarjem Hansa Wydyza (skupina figur) in učenca Hansa Baldunga Griena (krila),[35],
- prva in druga cesarska kapela sta na sredini kora; od tu se vidi zadnja stran velikega oltarja Hansa Baldunga s križanjem, mestnim, univerzitetnim zavetnikom in zavetnikom medicinskih sester s Schaffnerjem, ki je organiziral in nadzoroval gradnjo,
- Villinger-Böcklinova kapela,
- Sotherjeva kapela z oltarjem iz leta 1500,
- Lochererjeva kapela z oltarjem Hansa Sixta von Staufna (1521–1524), ki prikazuje Marijo zavetnico s plaščem in
- kapela družine Blumenegg.

### Okna
Steklena okna so iz vseh obdobij gradnje katedrale. V romanskem transeptu so vitraji iz romanskega obdobja gradnje (okoli 1220–1260). Večina gotskih oken v ladji prikazuje različne cehe s simboli, kot so presta, škornji itd., tudi iz okoli 1330. Cesar Maksimilijan I. je ustanovil tako imenovano cesarjevo okno v koru. Po gotskem obdobju so odstranili nekaj srednjeveških oken, ker se je – želeli so imeti več svetlobe v cerkvi –  spremenila moda. S tem je bilo nekaj dragocenih vitrajev za vedno izgubljenih. Leta 1900 je steklarski umetnik Fritz Geiges poskrbel za vzdrževanje in obnovo oken, a so ju strokovnjaki v tistem času kritizirali. Poleg dobrih kopij so nekateri originali zdaj v muzeju v minstru, pa tudi dokončani manjkajoči deli oken ali novi motivi. Z umetnim staranjem so posnemali izgubljene dele. Prav tako so ustvarili novo "srednjeveško" okno v zgodovinskem slogu tistega časa. Med drugo svetovno vojno so bila okna odstranjena in zavarovana. Zato niso bila izpostavljena zračnemu tlaku in drobcem v bombnem napadu 27. novembra 1944.
Iz 20. stoletja sta zahodno okno v kapeli svetega Mihaela in južno okno, rozeta Valentina Petra Feuersteina. Freiburški umetnik Hans-Günther van Look je na začetku 21. stoletja začel delati okno, ki prikazuje svetnico Edith Stein in je oblikovano v južni prečni ladji kot okroglo okno iz šestih medaljonov s "svetnicami"; ti medaljoni so nasproti srednjeveškega "okna milosti".

### Korna pregrada
Leta 1579 je bila Hansu Böringerju naročena priprava renesančne korne pregrade, ki so jo leta 1790 odstranili in obnovili v prečni ladji kot glasbeno tribuno. Pregrada je izdelana iz poliranega drobnozrnatega, sivo rumenega peščenjaka. 

### Vhodna veranda
Obnovljena gotska portalna veranda v zahodnem stolpu je bila končana novembra 2004. Na timpanonu so poslednja sodba in prizori iz Jezusovega življenja (rojstvo in pasijon). V središču je Kristus, usmiljeni sodnik. Arhivolt kaže pomembne osebe iz stare zaveze in povezanost stare in nove zaveze. Stene portala zaseda Marijin cikel, v središču je velika Marija, ki stoji na stebru trumeau. Za bogato kiparsko okrasje lobija skrbijo skulpture petih nespametnih in petih pametnih devic, ki jih najdemo v številnih gotskih stolnicah. Dopolnjuje jih predstavitev vladarja tega sveta, skušnjavca kot opozorilo. Med obnovo in čiščenjem kipov so se zavedali stanja iz prejšnje obnove v 90-ih letih 19. stoletja, ko je bil za delo odgovoren slikar in umetnik Fritz Geiges.

### Orgle
Freiburški minster je znan tudi po svojem sistemu orgel, ki ga sestavljajo Marijine orgle v severni prečni ladji, orgle v glavni ladji (lastovičje gnezdo), Mihaelove orgle na galeriji pod stolpom (Mihaelova kapela) in orgle na pevskem koru, ki so s 144 registri, štirimi manuali in pedali ene največjih orgel v Nemčiji in na svetu. Orgle so različnih izdelovalcev (Rieger, Marcussen, Späth in Fischer & Chandler), od leta 1964 do leta 1966 so bile delno obnovljene, dokončno pa v letih 1990 in 2001. Ob koncu leta 2008 so bile Mihaelove orgle nadomeščene z novimi izdelovalca Metzlerja iz bližine Züricha.

## Zvonovi
Sistem zvonov sestavlja 19 zvonov. S skupno maso okoli 25 ton ima cerkev enega največjih sistemov zvonov v Nemčiji. 
Najstarejši zvon se imenuje Hozana in je iz leta 1258, poleg tega je eden najstarejših zvonov te velikosti. Zvoni po četrtkovi večerni maši, ko se angel gospodov spomni na agonijo Kristusa na Oljski gori, v petek ob enajstih v spomin na križanje Kristusa (tudi Knöpfleglocke – ko dajo v vodo knöpfle, različica tožljivcev), v soboto zvečer zvoni za molitev za umrle v tednu in vsakega 27. novembra v spomin ob obletnici bombardiranja in uničenja mesta leta 1944. V preteklosti sta bila tudi zvonec za požar in zvonec za alarm. Napis na zvonu se glasi:
Anno Domini MCCL VII I XV KLAS AVGVSUI STRVCTA EST CAMPANA - O REX GLORIE VENI CVM PACE - .. ME RESONANT PIA POPVLO SVCVRRE MARIA

(18. julija 1258 je bil zvon ulit. O, kralj v nebesih, pridi v miru. Medtem ko odmeva, pomagaj ljudem, dobrosrčna Marija.)
V strešnem oknu nad južnim transeptom je v poznem srednjem veku visel krstni zvon. 
Do 1841/43, skoraj 600 let, je bil zvon Hozana največji v cerkvi. V teh letih so v livarni Rosenlächer iz Konstance ulili nov, sodobnemu okusu prilagojen zvon. Deset zvonov ima tone b0, d1, f1, ges1, a1, b1 in des2, d2, f2 in b2. Ker je imel zvon Hozana samo en ton, je bil v neskladju z drugimi.
Friedrich Wilhelm Schilling je leta 1959 v Heidelbergu ulil 15 novih zvonov za zahodni stolp; Hozana je ostal v uporabi kot solo zvon.
Med letoma 2002 in 2008 so obnovili zgodovinsko stojalo za zvon, njegovi najstarejši leseni nosilci so bili iz 1290/91. S prerazdelitvijo zvonov so to obnovo končali. Od takrat Hozana, katerega 750. obletnico so praznovali leta 2008, zvoni skupaj z vsemi drugimi zvonovi. Leta 1606 ulita zvonova  (Vesperglöckchen in Silberglöckchen) iz 13. stoletja sta bila po uspešni obnovi nameščena v zahodni stolp.